# Sarpınağzı, Osmaniye
Sarpınağzı là một xã thuộc huyện Osmaniye, tỉnh Osmaniye, Thổ Nhĩ Kỳ. Dân số thời điểm năm 2010 là 338 người.